# Фёдоров, Георгий Константинович
Георгий Константинович Фёдоров (1916―1991) ― участник Великой Отечественной войны, гвардии сержант, снайпер, уничтожил 116 солдат и офицеров противника.

## Биография
Родился в 1916 году на территории современного  Болтогинского наслега Чурапчинского района Якутии.
Фёдоров до войны работал инспектором отделения Государственного банка Таттинского района Якутской АССР. 
С началом Великой Отечественной войны в 1941 году был призван Чурапчинским РВК в ряды Красной Армии. На фронте с 5 февраля 1942 года. Участвовал в боях под Демянском, освобождал Старую Руссу. 
Лично обучил снайперскому искусству 15 солдат. Был избран парторгом 4-й стрелковой роты 580 стрелкового полка 188-й стрелковой дивизии 37-й армии 2 Украинского фронта. Участвовал в боях за освобождение Кривого Рога и в форсировании Днепра. 
В этих боях уничтожил 77 немецких солдат и офицеров. Прослужил в армии до июня 1946 года. 
Вернувшись на родину работал председателем плановой комиссии, заместителем председателя райисполкома и начальником планового отдела Сунтарского района Якутии.
Умер в 1991 году.

## Награды
- Два ордена Красной Звезды
- Ордена Отечественной войны I и II степеней
- Медаль «За победу над Германией»
- Награжден 15 благодарностями от имени Верховного Главнокомандующего фронтовым значком «Снайпер» и именной снайперской винтовкой